# Šílený Homer
Šílený Homer (v anglickém originále Stark Raving Dad) je 1. díl 3. řady (celkem 36.) amerického animovaného seriálu Simpsonovi. Scénář napsali Al Jean a Mike Reiss a díl režíroval Rich Moore. V USA měl premiéru dne 19. září 1991 na stanici Fox Broadcasting Company a v Česku byl poprvé vysílán 24. prosince 1993 na stanici ČT1. Díl byl ze seriálu odstraněn kvůli účinkování Michaela Jacksona, když v roce 2019 produkční tým uvěřil v jeho vinu ohledně obvinění ze sexuálního zneužívání nezletilých na základě dokumentu Leaving Neverland.

## Děj
Líza Bartovi připomene, že každý rok zapomíná na její narozeniny, a on jí tak slíbí, že jí letos dárek přinese. Mezitím Homer zpanikaří, když zjistí, že všechny jeho bílé pracovní košile jsou obarvené na růžovo poté, co Bart hodil do prádla svou červenou čepici. Homer je nucen nosit růžovou košili do práce, kde ho pan Burns podezřívá, že jeho oblečení prozrazuje, že je „volnomyšlenkářský anarchista“. Homer je poslán domů s psychiatrickým kvízem, aby doktor Marvin Monroe mohl posoudit jeho příčetnost. 
Homer donutí Barta kvíz vyplnit, protože je příliš líný na to, aby ho vyplnil sám. Bart zaškrtne „ano“ u všech otázek, které se ptají, zda Homer slyší hlasy, rychle se rozčiluje nebo se pomočuje. Když pan Burns a doktor Monroe vidí výsledky, pošlou Homera do psychiatrické léčebny. 
Homer je umístěn do cely s velkým bělochem, který se představí jako Michael Jackson. Protože Homer skutečného Michaela Jacksona nezná, uvěří mu a rychle se s ním spřátelí. 
Marge navštíví Homera v psychiatrické léčebně a přesvědčí jeho lékaře, že není šílený, když si uvědomí, že „Bart“ je skutečný, a ne výplod Homerovy fantazie. Jakmile Michael prozradí, že je v léčebně dobrovolně, Homer ho pozve, aby zůstal se Simpsonovými. 
Přestože Bart slíbil, že to udrží v tajnosti, to, že Michael Jackson přijde k němu domů, vyzradí; brzy se tak celý Springfield shromáždí venku, aby popovou hvězdu viděl. Nadšení davu opadne, když Homer Michaela představí a oni si uvědomí, že je to podvodník. Měšťané se na Barta rozzlobí a odejdou. 
V nadšení z Michaelova příjezdu Bart nepřipomene Lízinu oslavu narozenin. Poté, co Michael zaslechne, jak rozrušená Líza píše dopis, v němž se zříká svého bratra, přesvědčí Barta, aby mu pomohl zacelit jejich roztržku. Společně pro ni napíší a zahrají píseň „Happy Birthday Lisa“. Píseň Lízu nadchne a prohlásí ji za nejlepší dárek v životě. 
Michael pak prozradí, že se ve skutečnosti jmenuje Leon Kompowsky, zedník z Patersonu v New Jersey. Vysvětluje, že většinu života byl plný zloby, ale útěchu našel, když mluvil Jacksonovým hlasem, protože to lidi rozveselilo. Leon se rozloučí se Simpsonovými a zazpívá si normálním hlasem Lízinu narozeninovou píseň. 
Při závěrečných titulcích zazní repríza písně „Happy Birthday Lisa“.

## Produkce
Díl byl napsán speciálně pro Michaela Jacksona, fanouška pořadu, který Groeningovi jednoho večera zavolal a nabídl mu hostování. Nabídku přijal a scénář napsali Al Jean a Mike Reiss na základě nápadu Jamese L. Brookse. Na scénáři se významně podíleli také tvůrce Matt Groening a spoluproducent Sam Simon. V rané verzi scénáře se Homer rozhodl vzít svého kamaráda alkoholika Barneyho Gumblea na odvykací kúru, ale během ní se Homer začal chovat bláznivě, takže lékaři předpokládali, že je to on, kdo má být hospitalizován. Později se to změnilo na to, že Homer byl hospitalizován kvůli nošení růžové košile, což byl nápad, který předložil Brooks. Jackson předložil několik nápadů na příběh, například jak Bart všem ve městě říká, že k němu domů přijde Jackson. Požadoval také scénu, ve které s Bartem společně skládají píseň, a požádal, aby byl vtip o Princovi změněn na vtip o Elvisi Presleym.
Podle Jeana se Jackson nechtěl k epizodě zavázat, dokud si nepřečte scénář. Čtení se konalo v domě Jacksonova manažera Sandyho Gallina a Dan Castellaneta, dabér Homera, přišel s půlhodinovým zpožděním. Jean vzpomíná, že „nikdo neřekl ani slovo, jen jsme tam seděli a čekali“. Po čtení si Jackson stanovil podmínky: bude bez titulků a jeho pěvecký hlas bude mít na starosti dvojník. Pěvecké části Leona Kompowského ztvárnil Kipp Lennon, protože Jackson si chtěl ze svých bratrů vystřelit a namluvit jim, že dvojník je on.
Lennon nahrával své repliky ve stejnou dobu jako Jackson, kterému připadaly imitace vtipné. Jackson se nahrávání účastnil sám a nepoužil speciální přívěs, který pro něj byl připraven. Podle Jeana Jackson nahrál verze pěveckých částí, ale hudební redaktor Simpsonových Chris Ledesma řekl, že nebyly použity. Kompowského normální mluvený hlas, který zazní na konci epizody, nahrál dabér Hank Azaria. Epizoda měla původně končit tím, že Kompowsky zazpívá část Jacksonovy písně „Man in the Mirror“, ale byla změněna na „Happy Birthday Lisa“.
Díl byl poslední epizodou druhé produkční řady, ale vysílal se jako premiéra třetí řady 19. září 1991, tedy více než rok po svém dokončení. Michael Jackson byl v závěrečných titulcích uveden pod pseudonymem John Jay Smith. V té době producenti seriálu nemohli ze zákona potvrdit, že Jackson v seriálu hostoval, ačkoli mnoho mediálních zdrojů předpokládalo, že to byl skutečně on. Podobně ve druhé řadě hostoval v epizodě Lízin let do nebe herec Dustin Hoffman pod jménem Sam Etic. Po Šíleném Homerovi se producenti rozhodli, že hostující hvězdy budou muset souhlasit s tím, že budou uvedeny v titulcích.
Jackson byl Bartovým fanouškem a chtěl mu dát singl číslo jedna. Byl spoluautorem písně „Do the Bartman“, která vyšla jako singl přibližně ve stejné době, kdy se epizoda natáčela. Ze smluvních důvodů si Jackson nemohl připsat zásluhy za práci na písni. Jackson také napsal píseň „Happy Birthday Lisa“, jež byla později zařazena na album Songs in the Key of Springfield. Verze písně měla být údajně zařazena na bonusový disk speciální edice Jacksonova alba Dangerous z roku 1991, která vyšla v roce 2001, ale od bonusového disku bylo upuštěno.
Epizoda je prvním dílem Simpsonových, jenž byl původně vyroben a vysílán v Dolby Surround. U příležitosti této změny pověřili producenti interního hudebního skladatele seriálu Alfa Clausena, který byl původně najat poté, co zajistil veškerou hudbu pro Zvlášť strašidelné Simpsonovy, aby pro úvodní pasáž obstaral znovu nahranou verzi ústřední písně. Tato verze znělky zůstala v úvodní části dodnes.

### Alternativní úvodní scéna
V repríze 30. ledna 1992 se objevil krátký alternativní úvod, který byl napsán v reakci na komentář tehdejšího prezidenta Spojených států George H. W. Bushe o tři dny dříve. Seriál měl předtím „spor“ s prezidentovou manželkou Barbarou Bushovou, když ve vydání časopisu People z 1. října 1990 označila Simpsonovy za „nejhloupější věc, jakou kdy viděla“. Autoři se rozhodli reagovat tím, že Bushovi soukromě poslali zdvořilostní dopis, v němž se vydávali za Marge Simpsonovou. Bushová okamžitě poslala odpověď, v níž se omluvila. Později, 27. ledna 1992, pronesl George Bush během své předvolební kampaně projev, jehož součástí byl i tento výrok: „Budeme se i nadále snažit posílit americkou rodinu, aby se americké rodiny mnohem více podobaly The Waltons a mnohem méně Simpsonovým.“.
Scenáristé chtěli rychle reagovat tak, jak na ně reagovala Barbara Bushová. Vzhledem k tomu, že výroba každé epizody Simpsonových trvá více než šest měsíců, je pro seriál obtížné komentovat aktuální události. Dne 30. ledna se scenáristé rozhodli přidat krátkou reakci do dalšího vysílání Simpsonových, reprízy Šíleného Homera. Nancy Cartwrightová, dabérka Barta, byla povolána, aby nahrála repliku. Vysílání obsahovalo nový jazykový úvod. Dne 6. ledna se vysílalo v pořadu Simpsonovi. Scéna z epizody Homerova dobrá víla začíná v obývacím pokoji Simpsonových, kde rodina sleduje Bushův projev. Bart odpoví: „Hej, my jsme jako Waltonovi. Taky se modlíme za konec deprese.“. Úvodní scéna je uvedena na DVD boxu čtvrté řady.

### Nevyrobené pokračování
Rok po odvysílání Šíleného Homera autoři naplánovali pokračování, ve kterém se Kompowsky vrací, tentokrát s tvrzením, že je popová hvězda Prince. Scénář napsali externisté a vypiloval ho Conan O'Brien. Podle Reisse v něm Kompowsky nabádal obyvatele Springfieldu, aby se „uvolnili, stali se okázalejšími a sexuálně otevřenějšími“.
Prince souhlasil s tím, že bude Kompowského namlouvat, a poslal poznámky o tom, co by jeho postava měla nosit, ale scenáristé zjistili, že Prince se odvolává na scénář, který napsal jeho šofér. Princeovi se jejich scénář nelíbil a požadoval, aby byl použit ten druhý, ale scenáristé to odmítli. Scénář se stal jedním z mála nerealizovaných scénářů Simpsonových.

## Kulturní odkazy
Stejně jako všechny epizody Simpsonových obsahuje i Šílený Homer řadu odkazů na populární kulturu. Zatímco Bart vyplňuje psychiatrický kvíz s 20 otázkami, Homer se dívá na America's Funniest Home Videos, kde jsou všechny tři nominované klipy násilné. Mnoho scén v psychiatrické léčebně je odkazem na film Miloše Formana Přelet nad kukaččím hnízdem. Několik postav v ústavu je založeno na postavách z filmu, jako je například šéf. V psychiatrické léčebně se objevuje také Floyd z filmu Rain Man a Hannibal Lecter z filmu Mlčení jehňátek. Když Marge volá do ústavu, je v telefonu slyšet verze písně „Crazy“, kterou zpívá Patsy Clineová. V záběru na dav, který čeká na příjezd Michaela Jacksona před domem rodiny Simpsonových, drží muž nápis „Jan 3:16“ v narážce na Rolena Stewarta, jenž byl známý tím, že podobný nápis držel na sportovních akcích.
V epizodě je odkazováno na mnoho aspektů Jacksonovy kariéry. Kompowsky zmiňuje několik věcí, které Jacksona proslavily, včetně televizního speciálu Motown 25: Yesterday, Today, Forever, „Beat It“ a „Thriller“, zpívá také části písní „Billie Jean“ a „Ben“ a předvádí měsíční chůzi. Když Homer začne mumlat ze spaní, Kompowsky říká svému plyšákovi: „Bubblesi, to bude dlouhá noc.“. Bubbles je jméno Jacksonova šimpanze. Kompowsky také říká, že byl naštvaný, když „jeho“ album Off the Wall z roku 1979 získalo pouze jednu nominaci na cenu Grammy; autoři se dočetli, že skutečný Jackson byl skutečně naštvaný.

## Přijetí
V původním vysílání na stanici Fox získal díl rating 13,9 podle agentury Nielsen a 23% podíl na publiku. Vidělo jej přibližně 12,8 milionu diváků v domácnostech, čímž skončil v týdnu na 33. místě. Epizoda skončila ve svém vysílacím čase na druhém místě za premiérou řady The Cosby Show, která se v týdnu umístila na osmém místě s ratingem 19,7 a podílem na sledovanosti 31 %. Simpsonovi byli v týdnu vysílání druhým nejsledovanějším pořadem na stanici Fox, hned za seriálem Ženatý se závazky.
Epizoda byla všeobecně dobře přijata, mnozí kritici ji chválili za její scénář. Josh Levin v recenzi pro Slate v roce 2009 napsal, že „velikost epizody Šílený Homer má mnohem více co do činění se scenáristickým týmem Simpsonových než s Jacksonovým hlasovým talentem. Scenáristé seriálu přišli s mnohem důmyslnější zápletkou, než je prosté vysazení zpěváka ve Springfieldu.“ Monice Collinsové z Boston Herald se díl také líbil. V den jejího prvního odvysílání napsala, že „tato epizoda je klasickým příkladem Simpsonových, napěchovaným božsky vulgárními vizuálními podivnostmi. A Michael Jackson je samozřejmě i tak tak divný, že se sem hodí.“ Mark Lorando z The Times-Picayune poznamenal, že „hlášky nahozené v Simpsonových jsou vtipnější než velké úderné hlášky ve většině takzvaných komediálních seriálů; (tento díl) má vrstvy humoru, satirické nádechy, které obohacují dějové linie,“ a vyzdvihl vtipy jako parodii na America's Funniest Home Video. „Smích je doslova nepřetržitý a Jacksonův nezaměnitelný hlasový projev (…) dodává tisíc wattů hvězdné síly.“ V roce 2011 Eric Eisenberg z časopisu Television Blend označil Šíleného Homera za nejlepší epizodu celého seriálu. Pochválil ji za to, že je srdečná, a řekl, že to, co „zabraňuje tomu, aby díl působil uměle nebo manipulativně, je to, že psaní v epizodě si zaslouží vážné momenty“, a upřesnil, že i když „silné emoce mohou být charakteristickým znakem Šíleného Homera, bylo by upřímnou chybou ignorovat, jak je vtipný. Došel k závěru, že epizoda „je dokonale vystavěná, je plná hlubokého břišního smíchu i slz a je prostě nejlepší epizodou Simpsonových“. V roce 1998 díl časopis TV Guide zařadil do svého seznamu dvanácti nejlepších epizod Simpsonových.
V audiokomentáři na DVD scenárista Mike Reiss uvedl, že podle něj Michael Jackson „není úžasný herec (…), ale zvládl to dobře. Byl opravdu milý, byl to skvělý sportovec.“ V roce 2006 byl Jackson serverem IGN označen za pátou nejlepší hostující hvězdu Simpsonových. Tom Ganjamie z Best Week Ever označil Jacksonovo hostování za „nejchytřejší (…), jaké kdy v Simpsonových bylo“. Robert Canning napsal v roce 2009 pro IGN recenzi, v níž uvedl, že Šílený Homer je „solidní, vtipná a dojemná epizoda“, a popsal Jacksonovo vystoupení jako „srdečné a zároveň sebeparodické“. Andrew Martin z Prefix Mag v článku z roku 2011 označil Michaela Jacksona za svého druhého nejoblíbenějšího hudebního hosta v Simpsonových.
V roce 2003 se Colin Jacobson z DVD Movie Guide vyjádřil, že díl je dobrým začátkem třetí řady, ale „více než několikrát je sentimentální a chybí mu jízlivý kousek nejlepších dílů seriálu. Přesto se v něm objeví několik dobrých vtipů a hostující Jackson – pod pseudonymem – funguje dobře; Michael ukazuje schopnost zesměšnit sám sebe, která mě stále překvapuje.“ V recenzi pro Digitally Obsessed z roku 2004 Nate Meyers napsal, že „v této epizodě je mnoho vtipných gagů, zejména v prvním dějství, kdy Homer absolvuje prohlídku léčebny. Několik chytrých odkazů je na Přelet nad kukaččím hnízdem, ale druhá polovina dílu není nijak zvlášť vtipná. Vtipy působí nuceně a je zde příliš velká snaha o sentimentalizaci vztahu mezi Bartem a Lízou, čímž seriál ztrácí svůj vypravěčský elán.“ V roce 2007 Ben Rayner z Toronto Star zařadil díl mezi tři nejhorší epizody Simpsonových.
V článku pro TV Squad z roku 2009 Mike Moody uvedl, že „nejsladší moment“ epizody je na konci, kdy Kompowsky a Bart předvedou narozeninovou píseň pro Lízu. Stejně tak scenárista Al Jean uvedl tuto scénu jako jeden z pěti svých nejoblíbenějších momentů ze Simpsonových v roce 2003. Reakce na píseň „Happy Birthday Lisa“ byly smíšené. Ben Rayner ji označil za „blbou melodii“ a Chris Selley z časopisu Maclean's napsal, že Šílený Homer je „nesnesitelně sentimentální epizoda a ta narozeninová píseň pro Lízu je prostě… špatná“. Dave Walker z The Times-Picayune zařadil díl mezi Jacksonovy „mnohé nezapomenutelné televizní momenty“ a píseň označil za „nezapomenutelnou“.

## Reprízy
Po Jacksonově smrti v roce 2009 odvysílala stanice Fox 5. července reprízu epizody Šílený Homer jako poctu. Producenti chtěli epizodu odvysílat 28. června, tři dny po Jacksonově smrti, ale nepodařilo se jim vyřešit problémy s vysílacími právy, a tak byl místo toho odvysílán videoklip „Do the Bartman“. Producenti epizodu promítli jako první a jedinou změnou (která nesouvisela s Jacksonem) bylo rozmazání telefonního čísla.

### Odstranění dílu ze seriálu
V roce 2019 vyšel dokument Leaving Neverland o Michaelovi Jacksonovi, který přesvědčil Jamese L. Brookse o vině zpěváka co se týče sexuálního zneužívání nezletilých. Produkční tým Simpsonových se tak v době vydání dokumentu rozhodl odstranit tento dávný díl ze seriálu, ačkoliv Michael Jackson byl velkým fanouškem Simpsonových. To znamená, že tento díl již není reprízován, a to ani v Česku.
James L. Brooks pro deník The Wall Street Journal uvedl: „Byla to cenná epizoda. Je v ní zabalena spousta skvělých vzpomínek, které nám rozhodně nedovolí, aby zůstaly. Jsem proti pálení knih jakéhokoli druhu. Ale tohle je naše kniha a my máme právo vyjmout jednu kapitolu.“. Jean uvedl, že se domnívá, že Jackson epizodu využil k tomu, aby se připravil na sexuální zneužívání chlapců. Epizoda byla také vypuštěna ze streamovací služby Disney+. Novinář Isaac Butler ze serveru Slate kritizoval vyjmutí dílu jako „urážku umění a televizního média a součást rostoucího trendu korporací, které využívají své konsolidované moci a smrti fyzických médií ke kontrole škod tím, že ničí díla nepohodlných umělců“.
Odstranění dílu ze seriálu kritizovala ve svém komentáři také Mirka Spáčilová, která se zamýšlí nad tím, proč musel být smazán díl, kde Homer narazí na muže v blázinci, který má utkvělou představu, že je Michael Jackson, zatímco díl s Adolfem Hitlerem, kterému předvádí děda Simpson striptýz, je bez problému ponechán. Komentátorka se také pozastavuje nad nekvalitou dokumentu Leaving Neverland, který vedl k takto bizarním reakcím.